# Fenoxanil
Fenoxanil ist ein Gemisch zahlreicher stereoisomerer chemischer Verbindungen aus der Gruppe der Propionamide und ein von BASF und Nihon Nohyaku um 2000 eingeführtes Fungizid.

## Verwendung
Fenoxanil ist ein protektives Fungizid mit systemischer Wirkung. Es wirkt durch Hemmung der Melanin-Biosynthese gegen den Reisbrandpilz (Magnaporthe oryzae). Das Handelsprodukt besteht aus einem Gemisch von vier Isomeren: 85 % (R, RS) und 15 % (S, RS).

## Stereochemie
Fenoxanil enthält zwei Stereozentren. Allgemein gilt, dass chemische Verbindungen mit mehreren Stereozentren bis zu 2n Stereoisomere bilden. Dabei ist n die Anzahl der Stereozentren. Demnach gibt es bei Fenoxanil vier Stereoisomere, die auch experimentell bestätigt sind:
| Stereoisomere von Fenoxanil | Stereoisomere von Fenoxanil |
| --------------------------- | --------------------------- |
| CAS-Nummer: 143784-54-7     | CAS-Nummer: 143784-51-4     |
| CAS-Nummer: 143784-52-5     | CAS-Nummer: 143784-53-6     |

## Zulassung
Fenoxanil ist in der Europäischen Union und in der Schweiz nicht als Pflanzenschutzwirkstoff zugelassen.